# روشن کن
 «روشن کن» (به انگلیسی: Illuminate) دومین آلبوم استودیویی توسط خواننده و ترانه‌سرای کانادایی شان مندز است که در ۲۳ سپتامبر ۲۰۱۶ از طریق آیلند رکوردز و یونیورسال میوزیک گروپ منتشر شد.
این آلبوم در چارت‌های ایرلند، نروژ، هلند، آمریکا، دانمارک، سوئد، پرتغال، اتریش، در رتبه اول و در چارت‌های، ایتالیا، اسکاتلند، استرالیا، اسپانیا، فنلاند، فلاندرز، سوئیس، نیوزلند، جزو ده آلبوم اول قرار گرفت.
آلبوم «روشن کن» شان مندز در هفته اول با فروش ۱۴۵ هزار نسخه، در صدر نمودار دویست موسیقی برتر آمریکا قرار گرفت، همچنین در فهرست سالانه سایت اسپاتیفای با ۲۵ میلیون شنوده در ماه، شان مندس تأثیرگذارترین خواننده زیر بیست و پنج سال است.

## تک‌آهنگ‌ها
تک‌آهنگ تریت یو بتر در ۳ ژوئن ۲۰۱۶ منتشر شد. نماهنگ این تک‌آهنگ در ۱۲ ژوئیه ۲۰۱۶ منتشر شد، نماهنگ در مورد داستانی دربارهٔ یک رابطه ناسالم است و پیام آن اینست که ازواج با یکدیگر بهتر رفتار کنند. از زمان انتشار، «باهات بهتر رفتار کنم» به اوج شماره ۶ در ۱۰۰ آهنگ داغ بیلبورد ایالات متحده رسید.
تک آهنگ هیچ چیز جلو دارم نیست در حال حاضر در میان آهنگ‌های پاپ در رادیوی بیلبورد (مجله) در رتبه دوم قرار دارد.

## فهرست تک‌آهنگ‌ها
| روشن کن – Standard version | روشن کن – Standard version | روشن کن – Standard version                                      | روشن کن – Standard version              | روشن کن – Standard version |
| شماره                      | نام                        | نویسنده(ها)                                                     | تهیه کننده(ها)                          | مدت                        |
| -------------------------- | -------------------------- | --------------------------------------------------------------- | --------------------------------------- | -------------------------- |
| ۱.                         | «تخریب»                    | شان مندز Ido Zmishlany اسکات هریس Geoff Warburton Zubin Thakkar | جیک گاسلینگ                             | ۴:۰۱                       |
| ۲.                         | «مرسی»                     | مندز تدی گایگر دنی پارکر السی جوبر                              | گاسلینگ Geiger                          | ۳:۲۸                       |
| ۳.                         | «با تو بهتر رفتار کنم»     | مندز Geiger هریس                                                | Geiger دن رومر DJ "Daylight" Kyriakides | ۳:۰۷                       |
| ۴.                         | «سه واژه توخالی»           | مندز هریس Warburton                                             | گاسلینگ                                 | ۳:۱۹                       |
| ۵.                         | «احمق نباش»                | مندز هریس Warburton                                             | گاسلینگ                                 | ۳:۳۵                       |
| ۶.                         | «اینگونه»                  | مندز لاله پورکریم Gustaf Thörn                                  | Pourkarim                               | ۳:۰۶                       |
| ۷.                         | «بدون قول و قرار»          | مندز هریس Geiger                                                | Geiger                                  | ۲:۴۶                       |
| ۸.                         | «چراغ‌های روشن»             | مندز هریس Warburton                                             | گاسلینگ                                 | ۳:۲۱                       |
| ۹.                         | «صادق»                     | مندز هریس Warburton                                             | گاسلینگ هریس                            | ۳:۱۹                       |
| ۱۰.                        | «شکیبایی»                  | مندز هریس Geiger                                                | گاسلینگ                                 | ۲:۵۵                       |
| ۱۱.                        | «بدآوازه»                  | مندز هریس Warburton                                             | گاسلینگ                                 | ۳:۱۸                       |
| ۱۲.                        | «ادراک»                    | مندز هریس Geiger Warburton                                      | گاسلینگ                                 | ۵:۰۰                       |
| مجموع مدت:                 | مجموع مدت:                 | مجموع مدت:                                                      | مجموع مدت:                              | ۴۱:۱۵                      |

| روشن کن – Deluxe version (bonus tracks) | روشن کن – Deluxe version (bonus tracks) | روشن کن – Deluxe version (bonus tracks) | روشن کن – Deluxe version (bonus tracks) | روشن کن – Deluxe version (bonus tracks) |
| شماره                                   | نام                                     | نویسنده(ها)                             | تهیه کننده(ها)                          | مدت                                     |
| --------------------------------------- | --------------------------------------- | --------------------------------------- | --------------------------------------- | --------------------------------------- |
| ۱۳.                                     | «طاقت بیار»                             | مندز هریس Warburton                     | گاسلینگ                                 | ۳:۱۹                                    |
| ۱۴.                                     | «گل‌های سرخ»                             | مندز Tobias Jesso تام هال               | گاسلینگ                                 | ۳:۵۲                                    |
| ۱۵.                                     | «مرسی» (صوتی)                           | مندز Geiger Parker Juber                | گاسلینگ Geiger                          | ۳:۳۹                                    |
| مجموع مدت:                              | مجموع مدت:                              | مجموع مدت:                              | مجموع مدت:                              | ۵۲:۰۵                                   |